# Loucelles
Loucelles – miejscowość i gmina we Francji, w regionie Normandia, w departamencie Calvados.
Według danych na rok 1990 gminę zamieszkiwało 113 osób, a gęstość zaludnienia wynosiła 37 osób/km² (wśród 1815 gmin Dolnej Normandii Loucelles plasuje się na 773. miejscu pod względem liczby ludności, natomiast pod względem powierzchni na miejscu 1036.).